# لوكاس رودريغيز
لوكاس رودريغيز (بالإسبانية: Lucas Rodríguez)‏ (27 أبريل 1997 بوينس آيرس الأرجنتين - ) هو لاعب كرة قدم أرجنتيني.

## روابط خارجية
- لوكاس رودريغيز على موقع الدوري الأمريكي (الإنجليزية)
- لوكاس رودريغيز على موقع قاعدة بيانات كرة القدم.إي يو (الإنجليزية)
- لوكاس رودريغيز على موقع Soccerway.com (الإنجليزية)
- لوكاس رودريغيز على موقع عالم كرة القدم.نت (الإنجليزية)